# Marco Polo: Vissza Xanaduba
A Marco Polo (eredeti cím: Marco Polo: Return to Xanadu) 2001-ben bemutatott amerikai–szlovák–kínai 2D-s számítógépes animációs film, amelyet Ron Merk rendezett.
Amerikában 2001. december 22-én mutatták be a mozikban, Magyarországon 2002. december 10-én adták ki DVD-n és VHS-en.
A film eredetileg A nagy Vörös Sárkány című 1972-es ausztrál rajzfilmnek újított változata.

## Szereplők
| Szereplő                 | Eredeti hang      | Magyar hang         |
| ------------------------ | ----------------- | ------------------- |
| Ifj. Marco Polo          | Nicholas Gonzalez | Bardóczy Attila     |
| Ming Yu hercegnő         | Elea Bartling     | Majsai-Nyilas Tünde |
| Reginald, a sirály       | Tony Pope         | Galbenisz Tomasz    |
| Foo-Ling                 | Tony Pope         | Maros Gábor         |
| Babu                     | Tony Pope         | Mikó István         |
| Pangu                    | Alan Altshuld     | Szélyes Imre        |
| A nyavalyás dinoszaurusz | John Matthew      | Gruber Hugó         |
| Marco Polo               | John Matthew      | Kárpáti Levente     |
| Wong Wei                 | Paul Ainsley      | Varga Tamás         |
| Lo Fat                   | Michael Kostroff  | Besenczi Árpád      |
| Kubla Khan               | Michael Kostroff  | Tarján Péter        |
| Malgor, a keselyű        | John C. Hyke      | saját hangján       |
| A láng hangja            | Robert Kramer     | Bolla Róbert        |
| Kormányos                | Robert Kramer     | Palóczy Frigyes     |
| Hajóskapitány            | Tim Byron Owen    | Palóczy Frigyes     |
| Félszemű matróz          | N/A               | Lázár Sándor        |
| Bajuszos matróz          | N/A               | Izsóf Vilmos        |
| Giovanni                 | N/A               | Csuha Lajos         |
| Szőke matróz             | N/A               | Csuha Lajos         |
| Alacsony matróz          | N/A               | Vári Attila         |
| Ifj. Marco nagyapja      | N/A               | Pathó István        |
| Pap                      | N/A               | Pathó István        |
| Őrség kapitánya          | N/A               | Bácskai János       |

## Betétdalok
| Magyar                       | Magyar                        | Angol | Angol             |
| Dal                          | Előadó                        | Dal   | Előadó            |
| ---------------------------- | ----------------------------- | ----- | ----------------- |
| Ifj. Marco Polo dala         | Bardóczy Attila               | ?     | Nicholas Gonzalez |
| Én a gaz                     | Maros Gábor Bergendy-együttes | ?     | Tony Pope         |
| Káprázat                     | Mikó István                   | ?     | Tony Pope         |
| Nevem Nyavalyás Dinoszaurusz | Gruber Hugó                   | ?     | John Matthew      |
| Vissza vár még Xanadu        | Majsai-Nyilas Tünde           | ?     | Elea Bartling     |